# Russische presidentsverkiezingen 1991
Presidentsverkiezingen werden gehouden in de Russische Federatie op 12 juni 1991. Het waren de eerste presidentsverkiezingen in de geschiedenis van het land. Boris Jeltsin werd verkozen tot voorzitter van de Russische SFSR. Zijn running-mate, Aleksandr Roetskoj, werd vicevoorzitter.

## Resultaten
| Kandidaat                              | Nominerende partij                        | Stemmen    | %          |
| -------------------------------------- | ----------------------------------------- | ---------- | ---------- |
| Boris Jeltsin / Aleksandr Roetskoj     | Democratische Partij van Rusland          | 45.552.041 | 57,30      |
| Nikolai Ryzhkov / Boris Gromov         | Communistische Partij van de Sovjet-Unie  | 13.359.335 | 16,85      |
| Vladimir Zjirinovski / Andrey Zavidiya | Liberaal-Democratische Partij van Rusland | 6.211.007  | 7,81       |
| Aman Toelejev / Viktor Bocharov        |                                           | 5.417.464  | 6,85       |
| Albert Makashov / Aleksei Sergeyev     |                                           | 2.969.511  | 2,02       |
| Vadim Bakatin / Ramazan Abdulatipov    |                                           | 2.719.757  | 0,75       |
| Tegen allemaal                         | Tegen allemaal                            | 1.525.410  | 1,92       |
| TOTAAL                                 | TOTAAL                                    | 79.471.282 | 79.471.282 |